# Les Douze Cœurs
Vous pouvez aider à l'améliorer ou bien discuter des problèmes sur sa page de discussion.
- Il n'est pas vérifiable et peut contenir des informations totalement erronées. Il est fortement conseillé aux contributeurs d'étayer son contenu par des sources fiables. Sans cela, sa suppression pourrait être envisagée. (si vous venez d'apposer le bandeau, veuillez cliquer sur ce lien pour créer la discussion et en afficher les indications). (Marqué depuis juin 2025)
- Il peut contenir un travail inédit ou des déclarations non vérifiées. Vous pouvez l’améliorer en ajoutant des références. (Marqué depuis juin 2025)

- Archive Wikiwix
- Bing
- Cairn
- DuckDuckGo
- E. Universalis
- Gallica
- Google
- G. Books
- G. News
- G. Scholar
- Persée
- Qwant
- (zh) Baidu
- (ru) Yandex
- (wd) trouver des œuvres sur Wikidata

Vous pouvez aider à l'améliorer ou bien discuter des problèmes sur sa page de discussion.
- Son admissibilité est à vérifier. Motif : manque de sources, de références, TI. Absence de pérennité (de l’émission ET des références). Vous êtes invité à le compléter pour expliciter son admissibilité, en y apportant des sources secondaires de qualité. (Marqué depuis juin 2025)
- Il ne cite pas suffisamment ses sources. Vous pouvez indiquer les passages à sourcer avec {{référence nécessaire}} ou {{Référence souhaitée}}, et inclure les références utiles en les liant aux notes de bas de page. (Marqué depuis juin 2025)

- Archive Wikiwix
- Bing
- Cairn
- DuckDuckGo
- E. Universalis
- Gallica
- Google
- G. Books
- G. News
- G. Scholar
- Persée
- Qwant
- (zh) Baidu
- (ru) Yandex
- (wd) trouver des œuvres sur Wikidata

Les Douze Cœurs est une émission d'astro-dating diffusée sur NRJ 12 entre le 13 février 2008 et le 2 janvier 2009.
L'émission est présentée dans un premier temps par l'actrice-animatrice Claire Jaz puis par Jean-Pascal Lacoste, assistés dans un premier temps par l'astrologue Alexandre N. Isis dit Mister Astrolove et ensuite par Caroline.

## Concept
L'émission est adaptée de Los 12 Corazones traduction espagnole des « 12 Cœurs » qui a eu un certain succès d'abord au Mexique et ensuite dans d'autres pays hispaniques.
Cette émission offrait à 12 célibataires de signes astrologiques différents divisés en deux clans : 8 garçons et 4 filles, de rencontrer l'âme sœur en s'aidant de l'astrologie.
Les deux astrologues intervenaient pour conseiller les candidats sur l'éventuelle compatibilité amoureuse des couples de candidats qui s'étaient choisi sur base de défis (strip-tease, lap-dance, …), de jeux et de questionnaires.
À la fin de l'émission, les candidats devaient choisir par l'expression « Kiff ou pas kiff », c'est-à-dire, « j'aime ou j'aime pas », le candidat ou la candidate avec qui les candidats avaient envie de se revoir après l'émission.

## Polémique
En janvier 2009, le CSA rappelle à l'ordre NRJ 12 pour ce programme. En effet, il est reproché à la chaîne de ne pas appliquer la signalétique adéquate (déconseillé aux moins de 12 ans). Par conséquent, l'émission ne peut plus être diffusée en fin d'après-midi mais doit être diffusée en seconde partie de soirée, ce qui provoquera l'arrêt du programme malgré des audiences correctes.
En juin 2010, le site de visionnage Dailymotion propose de revoir les 60 émissions, à raison d'une émission par jour.

## Anecdote
En avril 2010, l'émission refait parler d'elle du fait de l'apparition de Zahia Dehar, la call-girl liée à l'affaire Franck Ribéry, dans l'une des émissions du programme diffusée lors de la première saison en 2008[source insuffisante]
Manon Tanti a participé au programme lors d’un épisode.